# NGC 7170
NGC 7170 est une galaxie lenticulaire située dans la constellation du Verseau. Sa vitesse par rapport au fond diffus cosmologique est de 7 822 ± 50 km/s, ce qui correspond à une distance de Hubble de 115,4 ± 8,1 Mpc (∼376 millions d'al). NGC 7170 a été découverte par l'astronome américain Francis Leavenworth en 1886.
À ce jour, une mesure non basée sur le décalage vers le rouge (redshift) donne une distance d'environ 112,000 Mpc (∼365 millions d'al). Cette valeur est à l'intérieur des valeurs de la distance de Hubble.